# Звонкая альвеолярная аффриката
Звонкая альвеолярная аффриката — согласный звук, встречающийся в ряде языков. В МФА транскрибируется как ⟨d͡z⟩, ⟨d͜z⟩ или ⟨ʣ⟩.

## Артикуляционные характеристики
- По способу образования — аффриката, представляющая собой слитное произнесение смычного согласного с последующим фрикативным размыканием.
- По месту образования — альвеолярный согласный, произносимый при помощи передней части языка, касающейся альвеолярного отростка.
- По типу фонации — звонкий согласный, в котором присутствуют колебания голосовых связок.
- По типу образования воздушного потока — пульмонический согласный, произносимый при помощи воздушного потока из лёгких.

## Распространение
Этот звук встречается в кавказских языках (абхазский, адыгейский, грузинский и т. д.), языках индоевропейской семьи (армянский, белорусский, греческий, литовский, латышский, осетинский, польский, пушту, словацкий, украинский, чешский), японском языке.